# Rijswijk (Brabant-Septentrional)
Pour les articles homonymes, voir Rijswijk (homonymie).
Rijswijk est un village situé dans la commune néerlandaise d'Altena, dans la province du Brabant-Septentrional. Le 1er janvier 2004, le village comptait 1 720 habitants.
Le village est situé sur la rive gauche de l'Afgedamde Maas.
Rijswijk a été une commune indépendante jusqu'au 1er janvier 1973, date à laquelle elle a été rattachée à Woudrichem.